# Lista dos 200 álbuns definitivos no Rock and Roll Hall of Fame

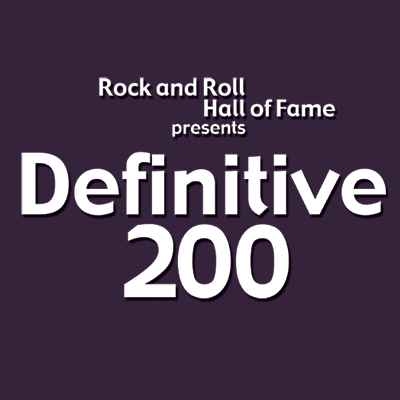
Logotipo do projeto Definitive 200 Albums of Rock Hall of Fame

Esta é uma lista dos 200 álbuns definitivos no Rock and Roll Hall of Fame que relaciona os melhores álbuns já produzidos por artistas ou bandas de toda a história da música mundial de acordo com os critérios do Rock and Roll Hall of Fame e da National Association of Recording Merchandisers (NARM). São adotados como critério pelos dois um bom desempenho de vendas e a continuidade do potencial com popularidade duradoura.
Em primeiro lugar está a banda britânica The Beatles com o álbum Sgt. Pepper's Lonely Hearts Club Band, lançado em 1967. Em segundo lugar aparece o grupo Pink Floyd com Dark Side Of The Moon, de 1973. A terceira posição é ocupada pelo cantor Michael Jackson, com o álbum mais vendido de toda a história musical, Thriller.
A mulher mais bem colocada é a estadunidense Carole King e seu álbum Tapestry. The Beatles e Led Zeppelin são as bandas cujas obras mais aparecem na lista, cinco vezes no total, seguidas pelos Metallica e pelos The Rolling Stones com quatro ocorrências, e Pink Floyd, Michael Jackson, U2, Prince, Jay-Z e Bob Dylan, com três cada.

## Tabela dos 200 álbuns definitivos

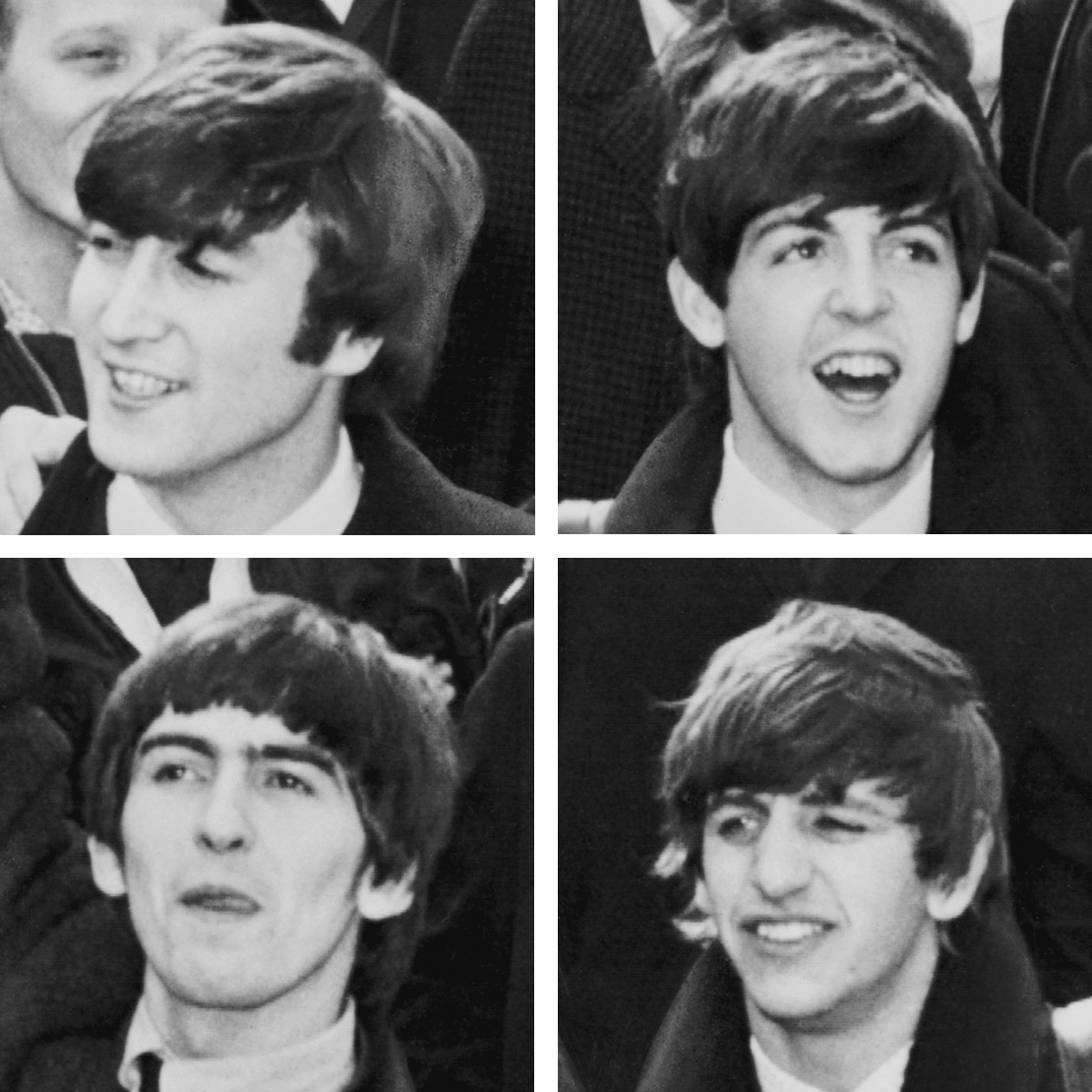
A banda The Beatles é a nº 1 da lista dos 200, além de ser a que mais aparece no ranking

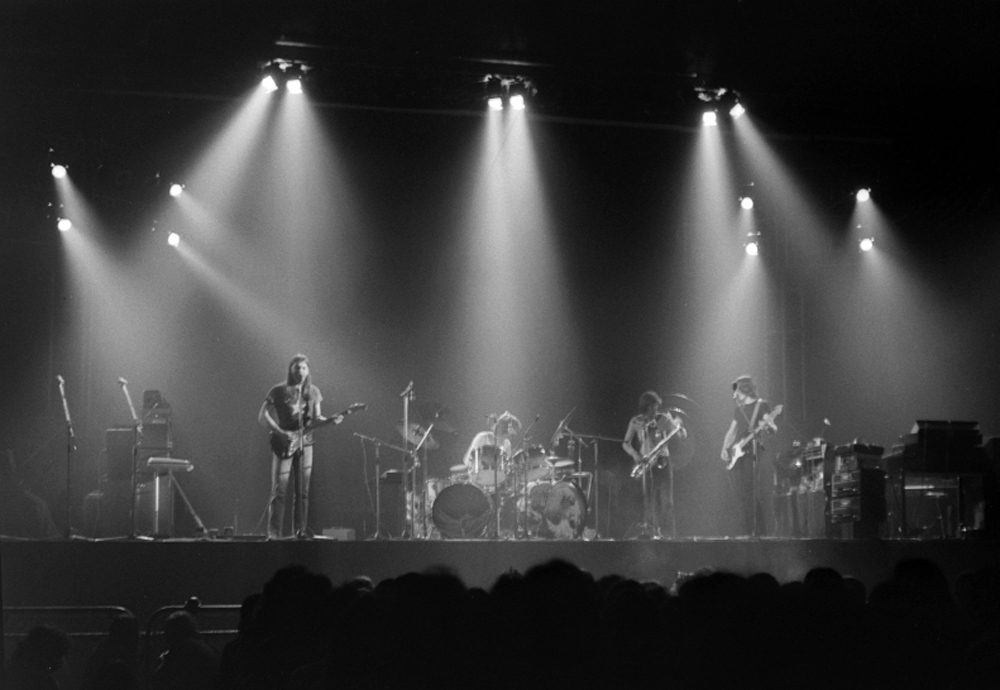
Pink Floyd aparece em 2º da lista dos 200, além de aparecer 3 vezes no ranking

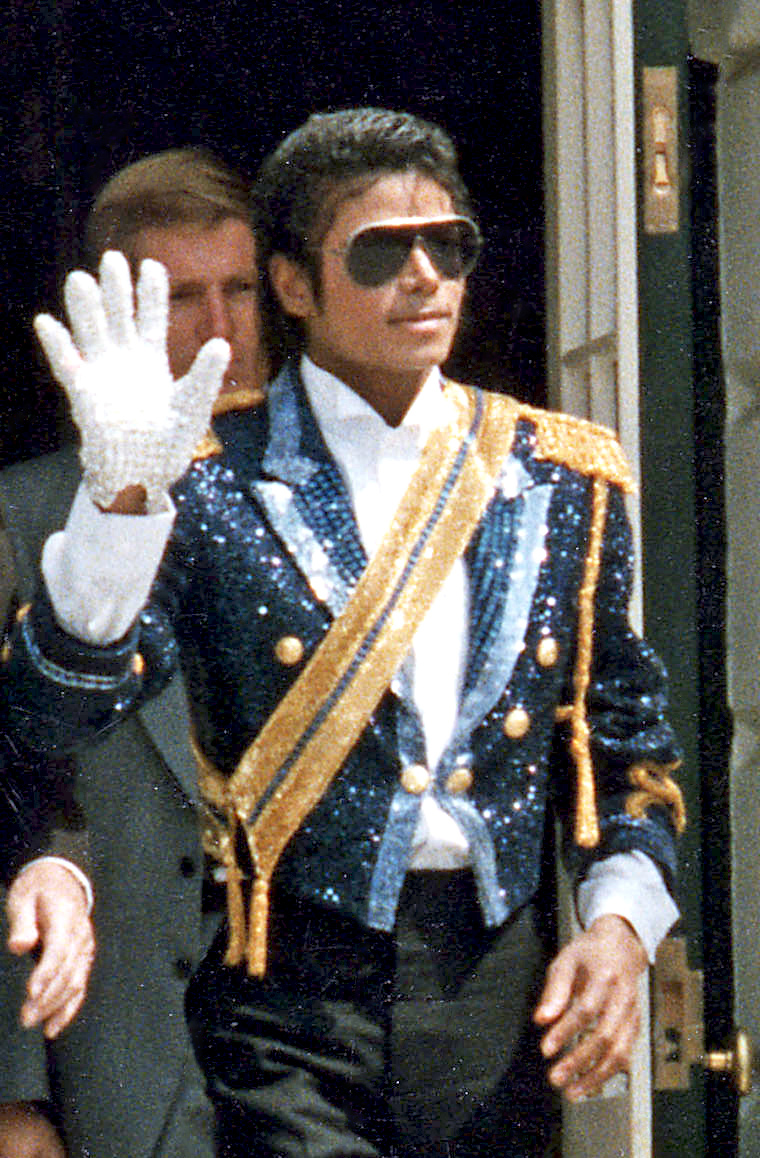
Michael Jackson está em 3º com o álbum Thriller

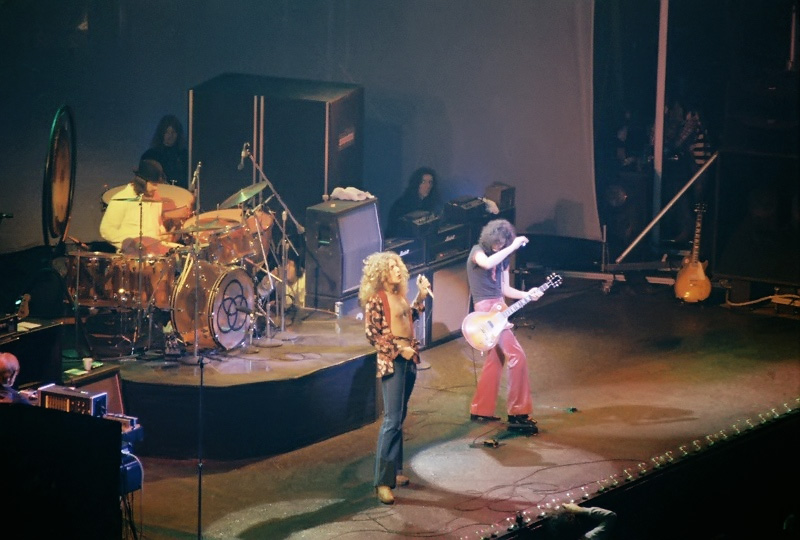
Led Zeppelin está em 4º com o álbum Led Zeppelin IV

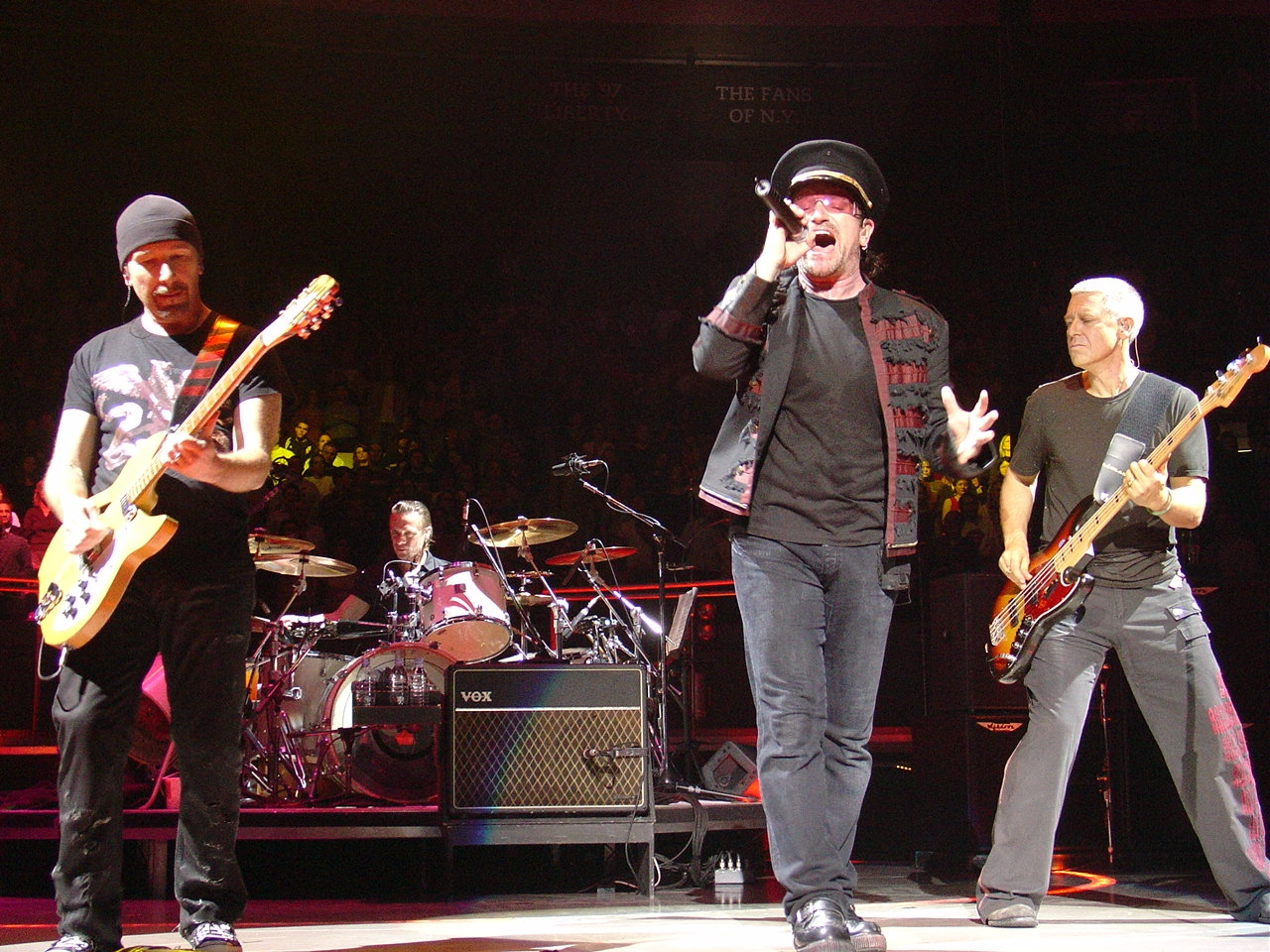
U2 aparece em 5º com seu álbum The Joshua Tree, lançado em 1987

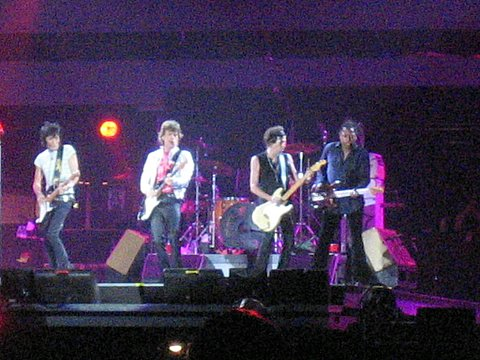
The Rolling Stones está em 6º com Exile on Main St.

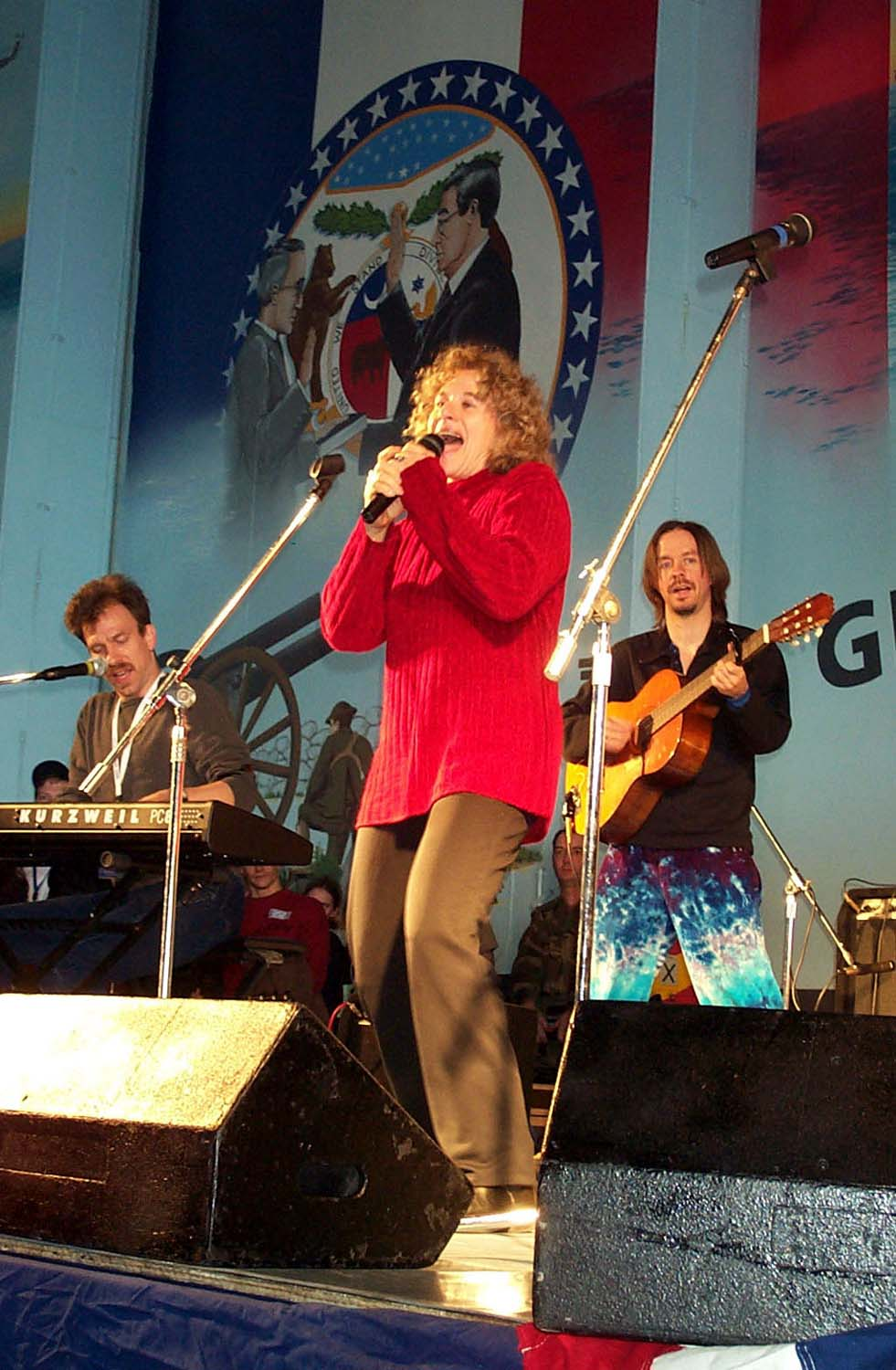
Carole King é a mulher mais bem colocada na lista, em 7º lugar com Tapestry

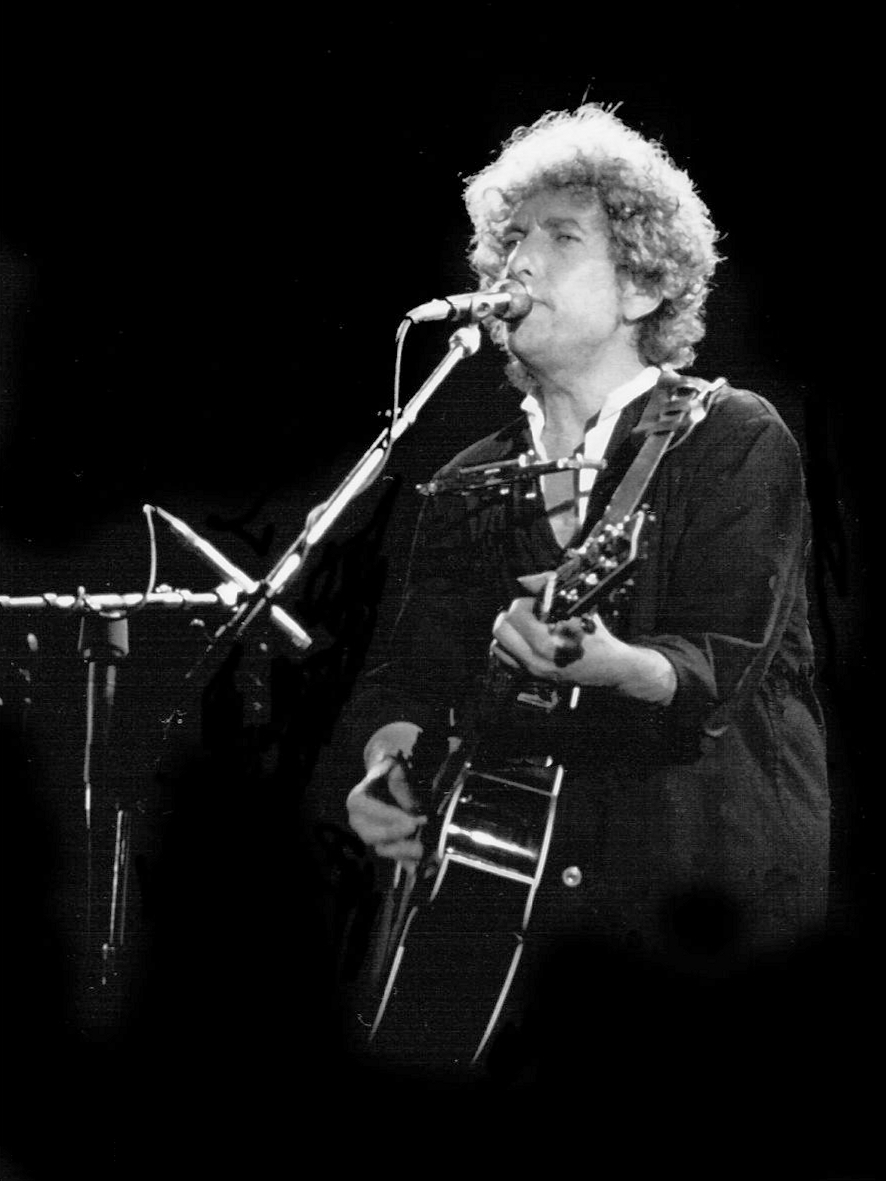
Bob Dylan está em 8º lugar com Highway 61 Revisited

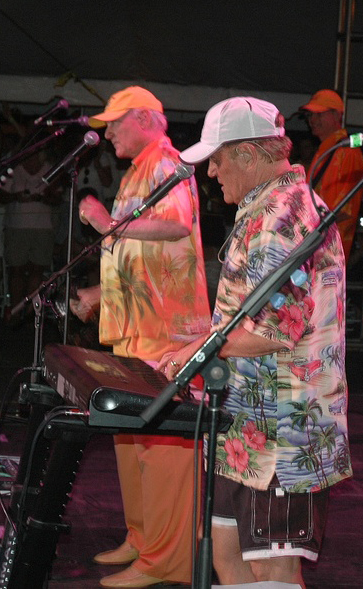
Beach Boys em 9º lugar com Pet Sounds, de 1966

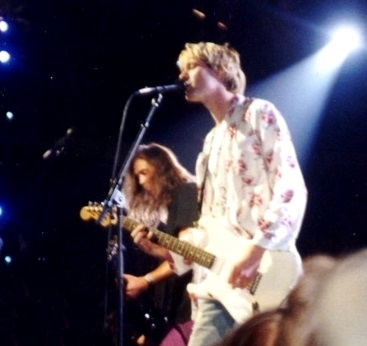
Nirvana está em 10º lugar com Nevermind
Pearl Jam está em 11º com Ten

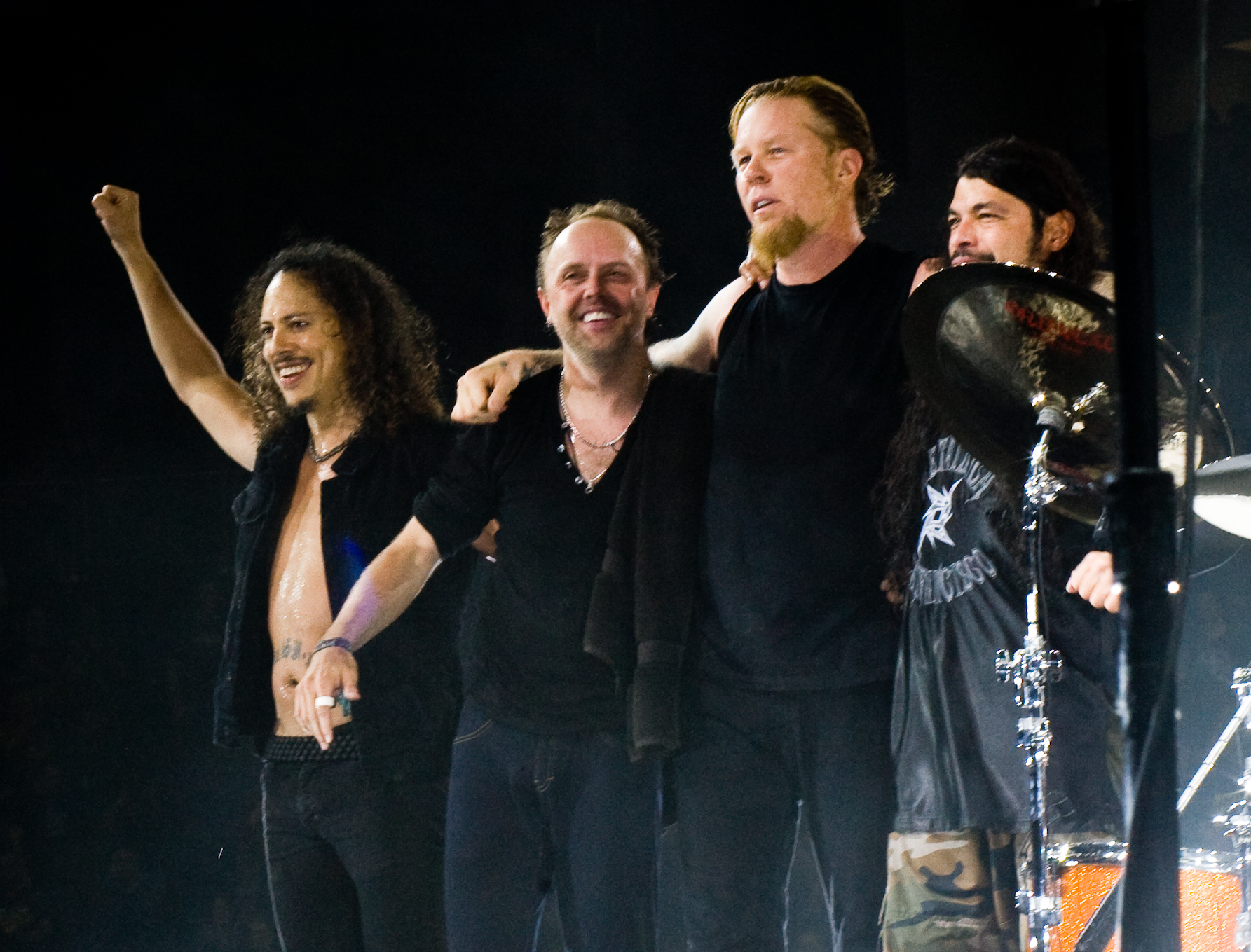
O Metallica aparece em 14° com o disco homônimo. É a única banda de metal a ter quatro discos na lista, na segunda posição do ranking geral.

| Posição | Álbum                                                         | Artista                            | Data de lançamento      |
| ------- | ------------------------------------------------------------- | ---------------------------------- | ----------------------- |
| 1ª      | Sgt. Pepper's Lonely Hearts Club Band                         | The Beatles                        | 1 de junho de 1967      |
| 2ª      | Dark Side of the Moon                                         | Pink Floyd                         | 1 de março de 1973      |
| 3ª      | Thriller                                                      | Michael Jackson                    | 30 de novembro de 1982  |
| 4ª      | Led Zeppelin IV                                               | Led Zeppelin                       | 8 de novembro de 1971   |
| 5ª      | The Joshua Tree                                               | U2                                 | 9 de março de 1987      |
| 6ª      | Exile on Main St.                                             | The Rolling Stones                 | 12 de maio de 1972      |
| 7ª      | Tapestry                                                      | Carole King                        | 30 de janeiro de 1971   |
| 8ª      | Highway 61 Revisited                                          | Bob Dylan                          | 30 de agosto de 1965    |
| 9ª      | Pet Sounds                                                    | Beach Boys                         | 16 de maio de 1966      |
| 10ª     | Nevermind                                                     | Nirvana                            | 24 de setembro de 1991  |
| 11ª     | Ten                                                           | Pearl Jam                          | 27 de agosto de 1991    |
| 12ª     | Abbey Road                                                    | The Beatles                        | 26 de setembro de 1969  |
| 13ª     | Supernatural                                                  | Santana                            | 15 de junho de 1999     |
| 14ª     | Metallica                                                     | Metallica                          | 12 de agosto de 1991    |
| 15ª     | Born to Run                                                   | Bruce Springsteen                  | 25 de agosto de 1975    |
| 16ª     | Music from the Motion Picture "Purple Rain"                   | Prince                             | 25 de junho de 1984     |
| 17ª     | Back in Black                                                 | AC/DC                              | 25 de julho de 1980     |
| 18ª     | Let It Bleed                                                  | The Rolling Stones                 | 28 de novembro de 1969  |
| 19ª     | The Doors                                                     | The Doors                          | 4 de janeiro de 1967    |
| 20ª     | American Beauty                                               | Grateful Dead                      | 1 de novembro de 1970   |
| 21ª     | Come on Over                                                  | Shania Twain                       | 4 de novembro de 1997   |
| 22ª     | Who's Next                                                    | The Who                            | 2 de agosto de 1971     |
| 23ª     | Songs in the Key of Life                                      | Stevie Wonder                      | 28 de setembro 1976     |
| 24ª     | Rumours                                                       | Fleetwood Mac                      | 4 de fevereiro de 1977  |
| 25ª     | The Wall                                                      | Pink Floyd                         | 30 de novembro de 1979  |
| 26ª     | Jagged Little Pill                                            | Alanis Morissette                  | 13 de junho de 1995     |
| 27ª     | Come Away with Me                                             | Norah Jones                        | 26 de fevereiro de 2002 |
| 28ª     | The Marshall Mathers LP                                       | Eminem                             | 23 de março de 2000     |
| 29ª     | Speakerboxxx/The Love Below                                   | OutKast                            | 23 de setembro de 2003  |
| 30ª     | The Chronic                                                   | Dr. Dre                            | 15 de dezembro de 1992  |
| 31ª     | Licensed to Ill                                               | Beastie Boys                       | 15 de novembro de 1986  |
| 32ª     | Appetite for Destruction                                      | Guns N' Roses                      | 21 de julho de 1987     |
| 33ª     | Wide Open Spaces                                              | Dixie Chicks                       | 27 de janeiro de 1998   |
| 34ª     | Kind of Blue                                                  | Miles Davis                        | 17 de agosto de 1959    |
| 35ª     | Hotel California                                              | Eagles                             | 8 de dezembro de 1976   |
| 36ª     | Hysteria                                                      | Def Leppard                        | 3 de agosto de 1987     |
| 37ª     | Grease                                                        | Vários artistas                    | 1978                    |
| 38ª     | What's Going On                                               | Marvin Gaye                        | 21 de maio de 1971      |
| 39ª     | White Album                                                   | The Beatles                        | 22 de novembro de 1968  |
| 40ª     | Saturday Night Fever: The Original Movie Sound Track          | Vários artistas                    | 1977                    |
| 41ª     | Are You Experienced                                           | Jimi Hendrix                       | 12 de maio de 1967      |
| 42ª     | Revolver                                                      | The Beatles                        | 5 de agosto de 1966     |
| 43ª     | Boston                                                        | Boston                             | 25 de agosto de 1976    |
| 44ª     | Slippery When Wet                                             | Bon Jovi                           | 18 de agosto de 1986    |
| 45ª     | Achtung Baby                                                  | U2                                 | 19 de novembro de 1991  |
| 46ª     | Whitney Houston                                               | Whitney Houston                    | 14 de fevereiro de 1985 |
| 47ª     | Led Zeppelin II                                               | Led Zeppelin                       | 22 de outubro de 1969   |
| 48ª     | Crash                                                         | Dave Matthews Band                 | 30 de abril de 1996     |
| 49ª     | Sticky Fingers                                                | The Rolling Stones                 | 23 de abril de 1971     |
| 50ª     | Dookie                                                        | Green Day                          | 1 de fevereiro de 1994  |
| 51ª     | Houses of the Holy                                            | Led Zeppelin                       | 28 de março de 1973     |
| 52ª     | Blue                                                          | Joni Mitchell                      | junho de 1971           |
| 53ª     | Elvis at Sun                                                  | Elvis Presley                      | 22 de junho de 2004     |
| 54ª     | Toys in the Attic                                             | Aerosmith                          | 8 de abril de 1975      |
| 55ª     | The Miseducation of Lauryn Hill                               | Lauryn Hill                        | 25 de agosto de 1998    |
| 56ª     | Born in the U.S.A.                                            | Bruce Springsteen                  | 4 de junho de 1984      |
| 57ª     | Get Rich or Die Tryin'                                        | 50 Cent                            | 4 de fevereiro de 2003  |
| 58ª     | Highway to Hell                                               | AC/DC                              | 27 de julho de 1979     |
| 59ª     | Life After Death                                              | The Notorious B.I.G.               | 25 de março de 1997     |
| 60ª     | Van Halen                                                     | Van Halen                          | 10 de fevereiro de 1978 |
| 61ª     | American Idiot                                                | Green Day                          | 21 de setembro de 2004  |
| 62ª     | Paranoid                                                      | Black Sabbath                      | 18 de setembro de 1970  |
| 63ª     | The Eminem Show                                               | Eminem                             | 28 de maio de 2002      |
| 64ª     | Pieces of You                                                 | Jewel                              | 8 de novembro de 1994   |
| 65ª     | A Rush of Blood to the Head                                   | Coldplay                           | 26 de agosto de 2002    |
| 66ª     | Bat Out of Hell                                               | Meat Loaf                          | 21 de outubro de 1977   |
| 67ª     | Confessions                                                   | Usher                              | 23 de março de 2004     |
| 68ª     | Devil Without a Cause                                         | Kid Rock                           | 18 de agosto de 1998    |
| 69ª     | All Things Must Pass                                          | George Harrison                    | 27 de novembro de 1970  |
| 70ª     | The Stranger                                                  | Billy Joel                         | Setembro 1977           |
| 71ª     | Hell Freezes Over                                             | Eagles                             | 8 de novembro de 1994   |
| 72ª     | Moondance                                                     | Van Morrison                       | Fevereiro de 1970       |
| 73ª     | Automatic for the People                                      | R.E.M.                             | 5 de outubro de 1992    |
| 74ª     | No Jacket Required                                            | Phil Collins                       | 25 de janeiro de 1985   |
| 75ª     | Master of Puppets                                             | Metallica                          | 3 de março de 1986      |
| 76ª     | Breathe                                                       | Faith Hill                         | 9 de novembro de 1999   |
| 77ª     | At Folsom Prison                                              | Johnny Cash                        | 19 de outubro de 1999   |
| 78ª     | A Love Supreme                                                | John Coltrane                      | Fevereiro de 1965       |
| 79ª     | Wish You Were Here                                            | Pink Floyd                         | 15 de setembro de 1975  |
| 80ª     | Off the Wall                                                  | Michael Jackson                    | 10 de agosto de 1979    |
| 81ª     | Let's Get It On                                               | Marvin Gaye                        | 28 de agosto de 1973    |
| 82ª     | Night Moves                                                   | Bob Seger & The Silver Bullet Band | Outubro de 1976         |
| 83ª     | Graceland                                                     | Paul Simon                         | 12 de agosto de 1986    |
| 84ª     | Hybrid Theory                                                 | Linkin Park                        | 24 de outubro de 2000   |
| 85ª     | 1999                                                          | Prince                             | 27 de outubro de 1982   |
| 86ª     | Pyromania                                                     | Def Leppard                        | 20 de janeiro de 1983   |
| 87ª     | Control                                                       | Janet Jackson                      | 6 de fevereiro de 1986  |
| 88ª     | Blood Sugar Sex Magik                                         | Red Hot Chili Peppers              | 23 de setembro de 1991  |
| 89ª     | Brothers in Arms                                              | Dire Straits                       | 1 de maio de 1985       |
| 90ª     | All Eyez on Me                                                | 2Pac                               | 13 de fevereiro de 1996 |
| 91ª     | Yourself or Someone Like You                                  | Matchbox Twenty                    | 1 de outubro de 1996    |
| 92ª     | Californication                                               | Red Hot Chili Peppers              | 8 de junho de 1999      |
| 93ª     | Physical Graffiti                                             | Led Zeppelin                       | 24 de fevereiro de 1975 |
| 94ª     | Country Grammar                                               | Nelly                              | 27 de junho de 2000     |
| 95ª     | Human Clay                                                    | Creed                              | 28 de setembro de 1999  |
| 96ª     | London Calling                                                | The Clash                          | 14 de dezembro de 1979  |
| 97ª     | Falling into You                                              | Celine Dion                        | 12 de março de 1996     |
| 98ª     | Harvest Moon                                                  | Neil Young                         | 27 de outubro de 1992   |
| 99ª     | Dirty Dancing                                                 | Vários artistas                    | 21 de agosto de 1987    |
| 100ª    | Home                                                          | Dixie Chicks                       | 27 de agosto de 2002    |
| 101ª    | Full Moon Fever                                               | Tom Petty                          | 24 de abril de 1989     |
| 102ª    | 1984                                                          | Van Halen                          | 9 de janeiro de 1984    |
| 103ª    | Titanic                                                       | Vários artistas                    | 18 de dezembro de 1997  |
| 104ª    | Déjà Vu                                                       | Crosby, Stills, Nash & Young       | 11 de março de 1970     |
| 105ª    | CrazySexyCool                                                 | TLC                                | 15 de novembro de 1994  |
| 106ª    | Odelay                                                        | Beck Hansen                        | 18 de junho de 1996     |
| 107ª    | Breathless                                                    | Camel                              | 12 de setembro de 1978  |
| 108ª    | Straight Outta Compton                                        | N.W.A                              | 8 de agosto de 1988     |
| 109ª    | Never Mind the Bollocks, Here's the Sex Pistols               | Sex Pistols                        | 28 de outubro de 1977   |
| 110ª    | Rubber Soul                                                   | The Beatles                        | 3 de dezembro de 1965   |
| 111ª    | OK Computer                                                   | Radiohead                          | 16 de junho de 1997     |
| 112ª    | Bridge over Troubled Water                                    | Simon and Garfunkel                | 26 de janeiro de 1970   |
| 113ª    | Fly                                                           | Dixie Chicks                       | 31 de agosto de 1999    |
| 114ª    | ...And Justice for All                                        | Metallica                          | 6 de setembro de 1988   |
| 115ª    | Dangerous                                                     | Michael Jackson                    | 26 de novembro de 1991  |
| 116ª    | Daydream                                                      | Mariah Carey                       | 3 de outubro de 1995    |
| 117ª    | Top Gun                                                       | Vários artistas                    | 1986                    |
| 118ª    | Goodbye Yellow Brick Road                                     | Elton John                         | 5 de outubro de 1973    |
| 119ª    | Synchronicity                                                 | The Police                         | 1 de junho de 1983      |
| 120ª    | Tragic Kingdom                                                | No Doubt                           | 10 de outubro de 1995   |
| 121ª    | Beggars Banquet                                               | The Rolling Stones                 | 6 de dezembro de 1968   |
| 122ª    | R.                                                            | R. Kelly                           | 29 de setembro de 1998  |
| 123ª    | Lateralus                                                     | Tool                               | 15 de maio de 2001      |
| 124ª    | (What's the Story) Morning Glory?                             | Oasis                              | 2 de outubro de 1995    |
| 125ª    | Exodus                                                        | Bob Marley & The Wailers           | 3 de junho de 1977      |
| 126ª    | Escape                                                        | Journey                            | 31 de julho de 1981     |
| 127ª    | Christina Aguilera                                            | Christina Aguilera                 | 24 de agosto de 1999    |
| 128ª    | The Blueprint                                                 | Jay-Z                              | 11 de setembro de 2001  |
| 129ª    | The Diary of Alicia Keys                                      | Alicia Keys                        | 1 de dezembro de 2003   |
| 130ª    | O Brother, Where Art Thou?                                    | Vários artistas                    | 5 de dezembro de 2000   |
| 131ª    | The Cars                                                      | The Cars                           | 6 de junho de 1978      |
| 132ª    | A Day Without Rain                                            | Enya                               | 21 de novembro de 2000  |
| 133ª    | Unforgettable... with Love                                    | Natalie Cole                       | 11 de junho de 1991     |
| 134ª    | Footloose                                                     | Vários artistas                    | 31 de janeiro de 1984   |
| 135ª    | Can't Slow Down                                               | Lionel Richie                      | 11 de outubro de 1983   |
| 136ª    | Surfacing                                                     | Sarah McLachlan                    | 15 de julho de 1997     |
| 137ª    | Nick of Time                                                  | Bonnie Raitt                       | 21 de março de 1989     |
| 138ª    | Ride the Lightning                                            | Metallica                          | 27 de julho de 1984     |
| 139ª    | Tuesday Night Music Club                                      | Sheryl Crow                        | 3 de agosto de 1993     |
| 140ª    | In the Wee Small Hours                                        | Frank Sinatra                      | 1955                    |
| 141ª    | Gratitude                                                     | Earth, Wind & Fire                 | 11 de novembro de 1975  |
| 142ª    | Eliminator                                                    | ZZ Top                             | 23 de março de 1983     |
| 143ª    | Red Headed Stranger                                           | Willie Nelson                      | 1975                    |
| 144ª    | Imagine                                                       | John Lennon                        | 9 de setembro de 1971   |
| 145ª    | Toni Braxton                                                  | Toni Braxton                       | 13 de julho de 1993     |
| 146ª    | At Last!                                                      | Etta James                         | 1961                    |
| 147ª    | Elvis Presley                                                 | Elvis Presley                      | 23 de março de 1956     |
| 148ª    | Tea for the Tillerman                                         | Cat Stevens                        | 23 de novembro de 1970  |
| 149ª    | Mellon Collie and the Infinite Sadness                        | The Smashing Pumpkins              | 24 de outubro de 1995   |
| 150ª    | Time Out                                                      | The Dave Brubeck Quartet           | 1959                    |
| 151ª    | Janet.                                                        | Janet Jackson                      | 18 de maio de 1993      |
| 152ª    | A Night at the Opera                                          | Queen                              | 21 de novembro de 1975  |
| 153ª    | Blizzard of Ozz                                               | Ozzy Osbourne                      | 20 de setembro de 1980  |
| 154ª    | Big Willie Style                                              | Will Smith                         | 25 de novembro de 1997  |
| 155ª    | Sign “☮” the Times                                            | Prince                             | 31 de março de 1987     |
| 156ª    | It Takes a Nation of Millions to Hold Us Back                 | Public Enemy                       | 17 de abril de 1988     |
| 157ª    | Blood on the Tracks                                           | Bob Dylan                          | 17 de janeiro de 1975   |
| 158ª    | Faith                                                         | George Michael                     | 30 de outubro de 1987   |
| 159ª    | Cooleyhighharmony                                             | Boyz II Men                        | 30 de abril de 1991     |
| 160ª    | The Writing's on the Wall                                     | Destiny's Child                    | 27 de julho de 1999     |
| 161ª    | The Black Album                                               | Jay-Z                              | 14 de novembro de 2003  |
| 162ª    | Let Go                                                        | Avril Lavigne                      | 4 de junho de 2002      |
| 163ª    | The Score                                                     | Fugees                             | 13 de feveriro de 1996  |
| 164ª    | Like a Virgin                                                 | Madonna                            | 12 de novembro de 1984  |
| 165ª    | Led Zeppelin                                                  | Led Zeppelin                       | 12 de janeiro de 1969   |
| 166ª    | Texas Flood                                                   | Stevie Ray Vaughan                 | 15 de junho de 1983     |
| 167ª    | Core                                                          | Stone Temple Pilots                | 29 de setembro de 1992  |
| 168ª    | O Fantasma da Ópera                                           | Andrew Lloyd Webber                | 1986                    |
| 169ª    | Aqualung                                                      | Jethro Tull                        | 19 de março de 1971     |
| 170ª    | Me Against the World                                          | Tupac Shakur                       | 14 de março de 1995     |
| 171ª    | The Rise and Fall of Ziggy Stardust and the Spiders From Mars | David Bowie                        | 6 de junho de 1972      |
| 172ª    | Laundry Service                                               | Shakira                            | 13 de novembro de 2001  |
| 173ª    | Forrest Gump                                                  | Vários artistas                    | 28 de junho de 1994     |
| 174ª    | Call Me                                                       | Al Green                           | 18 de julho de 1973     |
| 175ª    | Super Fly                                                     | Curtis Mayfield                    | Julho de 1972           |
| 176ª    | Throwing Copper                                               | Live                               | 26 de abril de 1994     |
| 177ª    | Breezin'                                                      | George Benson                      | 1976                    |
| 178ª    | White Blood Cells                                             | The White Stripes                  | 3 de julho de 2001      |
| 179ª    | Pronounced Leh-Nerd Skin-Nerd                                 | Lynyrd Skynyrd                     | 13 de agosto de 1973    |
| 180ª    | Diamond Life                                                  | Sade                               | 28 de julho de 1984     |
| 181ª    | Fleetwood Mac                                                 | Fleetwood Mac                      | 24 de fevereiro de 1968 |
| 182ª    | Band on the Run                                               | Wings                              | 7 de dezembro de 1973   |
| 183ª    | Dangerously in Love                                           | Beyoncé                            | 24 de junho de 2003     |
| 184ª    | Rapture                                                       | Anita Baker                        | Março de 1986           |
| 185ª    | Illmatic                                                      | Nas                                | 15 de abril de 1994     |
| 186ª    | A Star Is Born                                                | Paul Williams                      | 29 de janeiro de 2002   |
| 187ª    | That's the Way of the World                                   | Earth, Wind & Fire                 | 15 de março de 1975     |
| 188ª    | Rhythm of Love                                                | Anita Baker                        | 13 de setembro de 1994  |
| 189ª    | In My Lifetime, Vol. 1                                        | Jay-Z                              | 4 de novembro de 1997   |
| 190ª    | Mama Said Knock You Out                                       | LL Cool J                          | 27 de agosto de 1990    |
| 191ª    | Aja                                                           | Steely Dan                         | Setembro de 1977        |
| 192ª    | Stardust                                                      | Willie Nelson                      | 1978                    |
| 193ª    | Sparkle                                                       | Aretha Franklin                    | Maio de 1976            |
| 194ª    | Andrea                                                        | Andrea Bocelli                     | 9 de novembro de 2004   |
| 195ª    | Bringing It All Back Home                                     | Bob Dylan                          | 22 de março de 1965     |
| 196ª    | Never Too Much                                                | Luther Vandross                    | 12 de agosto de 1981    |
| 197ª    | All That You Can't Leave Behind                               | U2                                 | 30 de outubro de 2000   |
| 198ª    | 2112                                                          | Rush                               | 1 de abril de 1976      |
| 199ª    | Aquemini                                                      | OutKast                            | 29 de setembro de 1999  |
| 200ª    | We're an American Band                                        | Grand Funk Railroad                | Julho de 1973           |
|         |                                                               |                                    |                         |

### Artistas ou bandas que mais aparecem no ranking
| Quantidade de álbuns | Artistas ou bandas |
| 5                    | Led Zeppelin       |
| 5                    | The Beatles        |
| 4                    | Metallica          |
| 4                    | The Rolling Stones |
| 3                    | Pink Floyd         |
| 3                    | Michael Jackson    |
| 3                    | U2                 |
| 3                    | Bob Dylan          |
| 3                    | Prince             |
| 3                    | Dixie Chicks       |
| 3                    | Jay-Z              |